# Grand Prix van Stockholm
De Grand Prix van Stockholm was een autorace in de Zweedse hoofdstad Stockholm, verreden op het circuit van Vallentuna. De race maakte in 1947 deel uit van het grand-prixseizoen.

## Winnaars van de grand prix
- Hier worden alleen de races aangegeven die plaatsvonden tijdens de grand-prixseizoenen tot 1949 en Formule 1-races vanaf 1950.

| Jaar | Coureur     | Constructeur | Locatie    | Verslag |
| ---- | ----------- | ------------ | ---------- | ------- |
| 1947 | Reg Parnell | ERA          | Vallentuna | Verslag |